# 陰茎欠損症
陰茎欠損症（いんけいけっそんしょう）または無陰茎症（むいんけいしょう）（英: Aphallia）あるいは陰茎無形成（いんけいむけいせい、英: Penile agenesis）とは、原始生殖茎（陰茎または陰核）が存在しない先天性奇形である。

## 原因
陰茎欠損症の原因は不明である。ホルモンの量や作用の不足ではなく、受胎後3～6週の間に胎児の生殖結節が形成されないことが原因である。罹患児の尿道は会陰部に開口する。

## 診断
通常、出生時に生殖器の観察により診断されるが、多くの場合、性器は曖昧である。 

## 治療
停留精巣、腎形成不全/無形成、筋骨格系および心肺系異常などの先天異常と合併することが多い（50％以上）ため、体内異常の評価は必須である。生殖茎欠損症は男女どちらにも起こり得るが、精巣が存在する場合にはより厄介な問題と考えられている。1950年代には、社会的構成要素としてのジェンダーは純粋に養育によるものであり、個々の子供は早くからどちらかの性別に育てられるという時代遅れの理論に基づき、男児を女児と決めつけて育てることもあった。しかし、多くの擁護団体は、強制的な性器転換に厳しく反対し、乳児の性器はそのままにしておくよう勧めている。この養育理論で子供を育てようとしたケースでは移行が成功したとは証明されておらず、精巣を有する場合には男児として養育することが推奨されている。
外科的陰茎形成術の進歩に伴い、手術を希望する人々に新たな選択肢が提供されている。

## 頻度
1989年時点で約60例、2005年時点で75例しか報告されていない稀な疾患である。しかし、この疾患は非公開とされる傾向にあり、また統計や記録法が統一されておらず、公開されているよりも多くの症例が存在すると思われる。